# Raffaele Cutolo
Raffaele Cutolo (Ottaviano, 4 de noviembre de 1941-Parma, 17 de febrero de 2021) era un criminal italiano, boss y fundador de la Nuova Camorra Organizzata. Fue apodado ’o professore, parece porque enseñaba a leer y escribir a sus compañeros de cárcel.

## Comienzos
Cutolo nació en Ottaviano. Su padre Michele era agricultor y su madre Carolina era lavandera. Era mal estudiante, violento y desatento, a los 12 años Cutolo ya andaba por las calles con una banda, cometiendo robos. En 1963, cometió su primer homicidio doloso cuando mató a tiros a un hombre que inocentemente intentó detener una pelea de Cutolo. Fue detenido, declarado culpable y condenado a cadena perpetua, pero se redujo a 24 años en apelación. Fue enviado a la prisión de Poggioreale en Nápoles. Allí preso se convirtió en un duro y nunca desistió de ser el 'jefe de jefes' de todos de los clanes de la Camorra.

## Nuova Camorra Organizzata
En 1974, se cree que nació la Nuova Camorra Organizzata (NCO) a través de su amistad con jóvenes reclusos. Con esto los seguidores y la violencia aumentaron. La NCO tenía una jerarquía parecida a la Cosa Nostra siciliana. Cutolo una vez dijo: "El día en que la gente de Campania entienda que es mejor comer una rebanada de pan como un hombre libre que comer un bistec como un esclavo ese día Campania ganará". En 1977, presentó un supuesto informe psiquiátrico fingiendo locura por lo que los jueces ordenaron trasladarlo a un hospital psiquatrico del cual pudo evadirse en 1978. En ese tiempo, Cutolo estableció relaciones con otras mafias italianas como la Banda della Magliana y la Ndrangheta. Después de 15 meses fugado, en mayo de 1979 fue arrestado definitivamente hasta su muerte, en 2021, periodo de 42 años.

## Años 1980 hasta 2021
Deseando reunir a todos los clanes de Camorra bajo la autoridad de un solo líder, inspirándose en la Cosa Nostra, provocará una sangrienta guerra de clanes: 860 asesinados entre 1981-83. Esta guerra acabará diezmando al NCO y provocando la victoria de la NF.
En abril de 1981, el concejal Cirillo fue secuestrado y posteriormente liberado con la mediación de Cutolo. Pero su influencia terminó  en 1982 cuando el presidente Pertini ordenó su traslado a la cárcel de Asinara en régimen de aislamiento. 
Recibió varias cadenas perpetuas. Cuando su hijo Roberto fue asesinado en 1990, pidió poder tener otro hijo por inseminación artificial con su segunda esposa, con quien se casó en prisión en 1983 y en octubre de 2007, Cutolo fue padre. 
Cutolo, que sufría problemas respiratorios, murió el 17 de febrero de 2021 a causa de las complicaciones de una neumonía.